# Richard Karn
Richard Karn Wilson, född den 17 februari 1956 i Seattle, Washington, är en amerikansk skådespelare och programledare.

## Filmografi

### Film
- 2008 – Snow Buddies
- 2005 – Air Buddies

### TV
- Tummen mitt i handen[1]